# 聖ヶ丘教育福祉専門学校

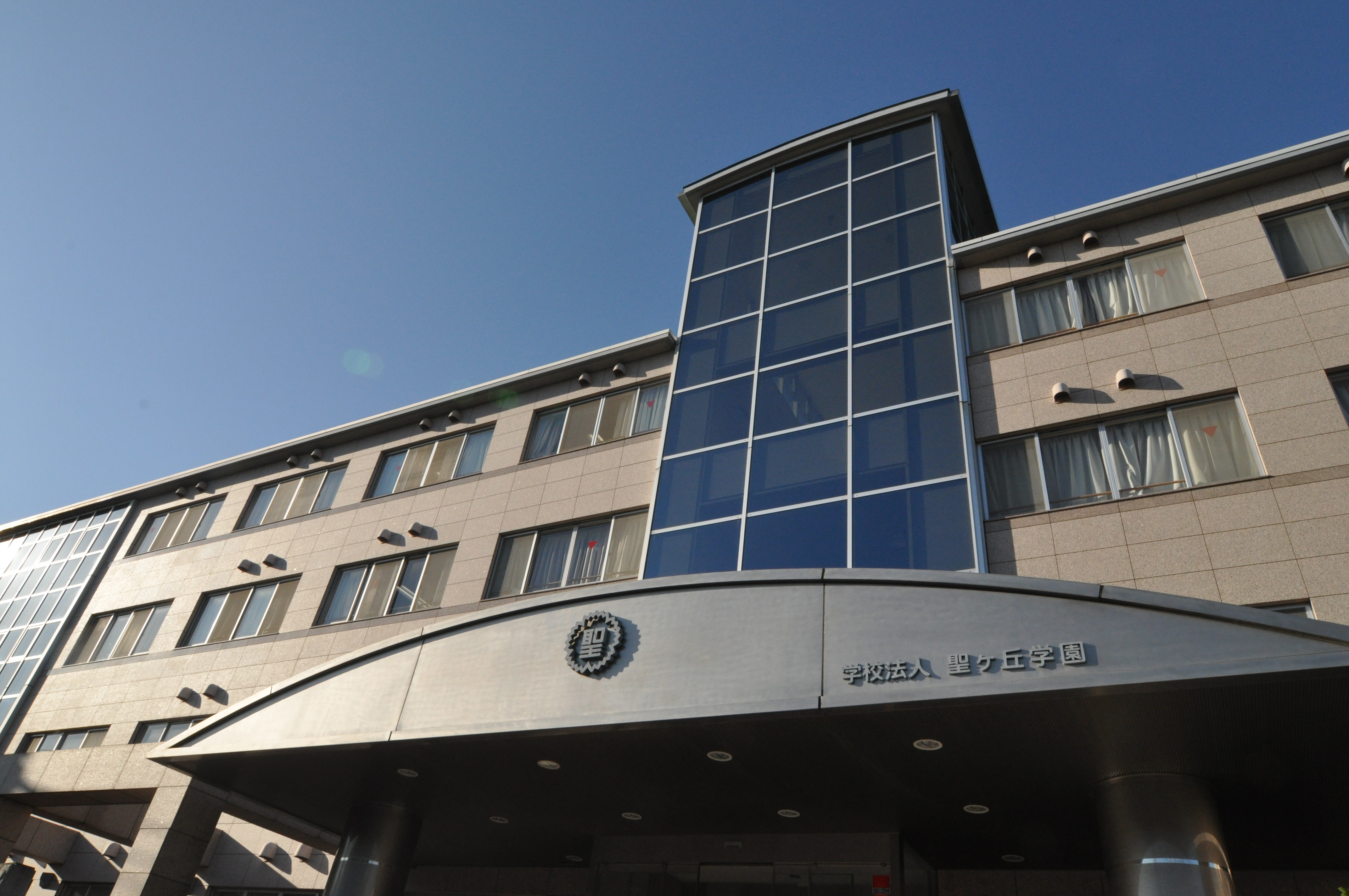
聖ヶ丘保育専門学校（横浜市保土ケ谷区）

聖ヶ丘保育専門学校（ひじりがほいくせんもんがっこう）は、横浜市保土ケ谷区常盤台にある幼稚園教諭と保育士を養成する専門学校。運営者は学校法人聖ヶ丘学園。

## 学校概要
- 学校法人聖ヶ丘学園により設置されている日本の専修学校[1]。保育、幼児教育に特化した教育が行われており、現在指定教員養成機関の一つである[2]。かつては、介護福祉士の養成も行っていたが、諸事情により廃止された。

## 沿革
出典
- 1935年 真宗大谷派横浜別院鹿野久恒により横浜聖徳保母養成所が創設される。
- 1951年4月	教育職員免許法に基づき、文部大臣から幼稚園教員養成機関の指定を受け、横浜聖徳保育学校と改称
- 1959年4月	学校法人聖ヶ丘学園に組織変更 聖ヶ丘女子学院と改称
- 1974年4月	厚生大臣の指定を受け保母養成課程設置
- 1976年6月	学校教育法82条の8第1項の規程により専門課程を置く専修学校の認可を受け、校名を聖ヶ丘保育専門学校と改称
- 1989年4月	厚生大臣の指定を受け介護福祉士養成課程を設置
- 1990年4月	聖ヶ丘教育福祉専門学校と改称
- 1993年4月	第一部介護福祉士専攻科を設置
- 1997年4月	第一部介護福祉士専攻科収容定員変更認可
- 2002年12月	新校舎完成
- 2008年4月	第二部幼稚園教員・保育士養成科収容定員変更認可
- 2011年4月	第一部介護福祉士専攻科収容定員変更認可
- 2014年3月	第一部介護福祉士養成科学科廃止
- 2016年2月	職業実践専門課程認定
- 2019年9月	高等教育の修学支援対象機関に認定
- 2021年3月	第一部介護福祉士専攻科学科廃止

## 設置学科
昼間部
- 第一部幼稚園教員・保育士養成科（2年制）女子のみ
- 第一部保育士養成科（2年制）女子のみ

夜間部
- 第二部幼稚園教員・保育士養成科（3年制）女子のみ

## 取得資格
- 幼稚園教諭二種免許状
- 保育士資格

## 学校所在地
- 神奈川県横浜市保土ケ谷区常盤台66-18

## アクセス
- 各線横浜駅より相鉄バス乗車「ひじりが丘」下車 徒歩1分
- 相鉄線上星川駅より相鉄バス乗車「ひじりが丘」下車 徒歩1分
- 羽沢横浜国大駅から徒歩可能。